# Betsimisaraka

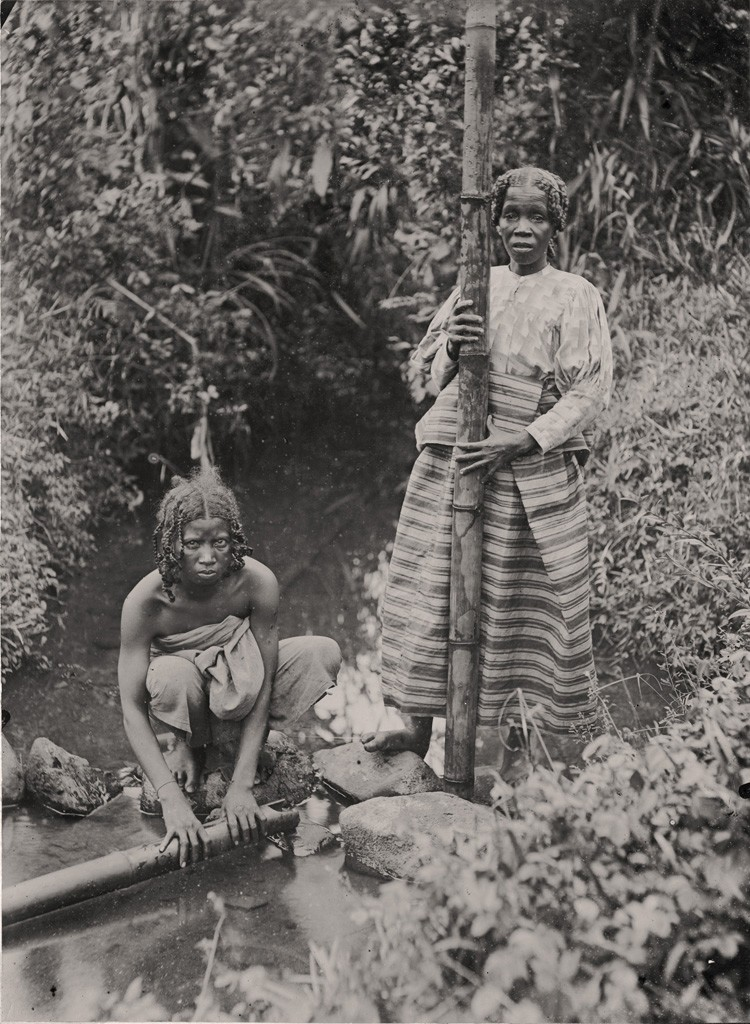
Betsimisaraka-Frauen um 1900

Die Betsimisaraka (dt. etwa: „die Vielen Unzertrennlichen“) sind die zweitgrößte Ethnie (Foko) in Madagaskar nach den Merina. Ihr Anteil an der Bevölkerung beträgt ca. 15 %. Der größte Teil des Volkes lebt an einem Küstenstrich der Ostküste, von Mananjary im Süden bis Antalaha im Norden. Die Betsimisaraka haben seit langem Beziehungen zu europäischen Seefahrern und Händlern gehabt, wodurch sich eine ethnisch gemischte Untergruppierung gebildet hat, die so genannten zana-malata. Europäischer Einfluss ist ersichtlich in den musikalischen Traditionen valse (Walzer) und basesa, die typischerweise mit Akkordeon-Begleitung aufgeführt werden. Tromba (Besessenheits)-Zeremonien (Kommunikation mit den Verstorbenen in Trance) sind in der Kultur der Betsimisaraka weit verbreitet.
Bis ins späte 17. Jahrhundert unterstanden die verschiedenen Clans der Ostküste Stammeshäuptlingen (filohany), die gewöhnlich nur in ein oder zwei Dörfern anerkannt waren. 1710 trat Ratsimilaho auf, ein Zana-Malata, der diese Clans unter seiner Herrschaft vereinigte. Er herrschte 50 Jahre und seine Herrschaft führte zu einem Gemeinschaftsgefühl, aber seine Nachfolger konnten diese Union nicht erhalten und machten sie sogar verwundbar gegenüber den wachsenden Einflüssen und der zunehmenden Präsenz der Europäer und im Besonderen gegenüber den französischen Siedlern, Sklavenhändlern, Missionaren und Händlern. Das fragmentierte Betsimisaraka-Königreich wurde 1817 mit Leichtigkeit von Radama I., dem König des Königreich Madagaskar erobert. Die Unterwerfung der Betsimisaraka im 19. Jahrhundert hinterließ die Bevölkerung relativ verarmt. Unter der französischen Kolonisation (1896–1960) wurden Bildungsprogramme eingeführt und es entstanden bezahlte Arbeitsplätze auf den französischen Plantagen. Auch heute noch bildet der Anbau von Vanille, Ylang-Ylang, Kokosöl und Kaffee auf den ehemaligen Plantagen eines der wirtschaftlichen Standbeine der Region neben Subsistenzwirtschaft und Fischerei, sowie Bergbau.

## Ethnische Identität

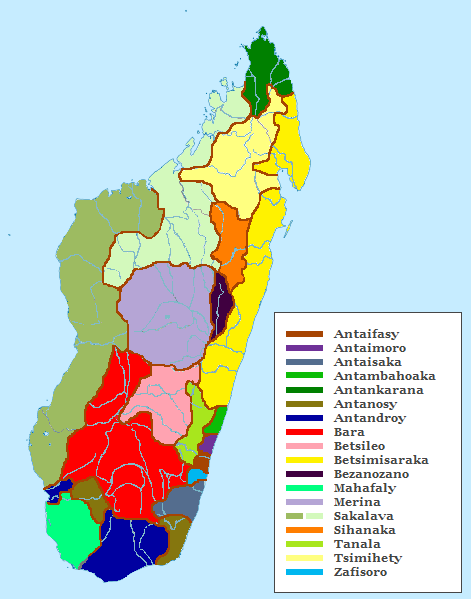
Verteilung der ethnischen Gruppen auf Madagaskar – die Betsimisaraka im Nordosten (dunkelgelb)

Die Betsimisaraka stellen ca. 15 Prozent der Einwohnerschaft von Madagaskar und zählten 2011 mehr als 1.500.000 Personen. Die Untergruppe der Zana-Malata hat teilweise europäische Vorfahren durch generationenlangen Kontakt und Vermischung mit europäischen Piraten, Seefahrern und Händlern, die entlang der Ostküste anlegten um ihre Schiffe zu reparieren, oder auch dort zu siedeln. Wie die Sakalava im Westen bestehen die Betsimisaraka aus vielen kleinen Clans, die erst im frühen 18. Jahrhundert zu einem Volk zusammenwuchsen. Die meisten Betsimisaraka haben Bantu-Afrikanische und Asiatisch-Austronesische Vorfahren. Sie leben in einem langgestreckten, schmalen Territorium entlang der Ostküste von Madagaskar von Mananjary im Süden bis Antalaha im Norden. Zu diesem Gebiet gehört auch der Haupthafen Madagaskars, Toamasina, und die Großstädte Fénérive Est und Maroansetra. Kulturell lassen sich die Betsimisaraka in eine nördliche (Antavaratra) und eine südliche (Antatsimo) Untergruppe einteilen. Bindeglied ist der Sub-Clan Betanimena Betsimisaraka (vor 1710: Tsikoa), der ungefähr in der Mitte des Territoriums ansässig ist. Viele Elemente der Kultur sind in beiden Gruppen verbreitet, dazu gehören Ahnenkult, Besessenheit, rituelle Opfer von Zebu und die patriarchale Sozialstruktur. Unterschieden werden die beiden Gruppen linguistisch durch Subdialekte und soziologisch durch unterschiedliche Fady (Tabus), sowie bestimmte Beerdigungsriten und andere Gebräuche. Die Betsimisaraka praktizieren famadihana (Umbettungen von Toten) und sambatra (Beschneidung) und glauben an Zauberei und übernatürliche Kräfte. Viele Tabus und Märchen drehen sich um Lemuren und Krokodile, die beide im Territorium der Betsimisaraka weit verbreitet sind.

## Geschichte
Bis zum Beginn des 18. Jahrhunderts bestand der Stammesverband aus zahlreichen Clans, die dorfweise den Filohany unterstanden. Rund um Antongil Bay im Norden lebten Clans, die verhältnismäßig mehr Ansehen hatten und denen mindestens seit 1500 der Ehrenvortritt zugestanden wurde. Die Naturhäfen in den Buchten der Nordostküste förderte die Entstehung der Hafenstädte, wie Antongil, Titingue, Foulpointe, Fenerive und Tamatave und damit die ökonomische und kulturelle Entwicklung der Antavaratra Betsimisaraka. Der südliche Küstenstrich verfügte im Gegensatz dazu nicht über geeignete Häfen. Die Landbewohner in der Nähe der Häfen handelten mit Reis, Vieh, Sklaven und anderen Gütern mit den nahegelegenen Maskarenen. Die strategische Position der östlichen Häfen für den überregionalen Handel zogen die größte Dichte europäischer Siedler in diesen Teil der Insel und insbesondere britische und amerikanische Piraten, deren Zahl ab den 1680ern bis in die 1720er dramatisch anwuchs. Sie siedelte entlang der Küste vom heutigen Antsiranana im Norden bis Nosy Boraha und Foulpointe im Osten. Mischehen zwischen diesen Europäern und den Töchtern lokaler Chiefs ließen eine ethnisch gemischte Population entstehen, die als zana-malata bezeichnet wird.

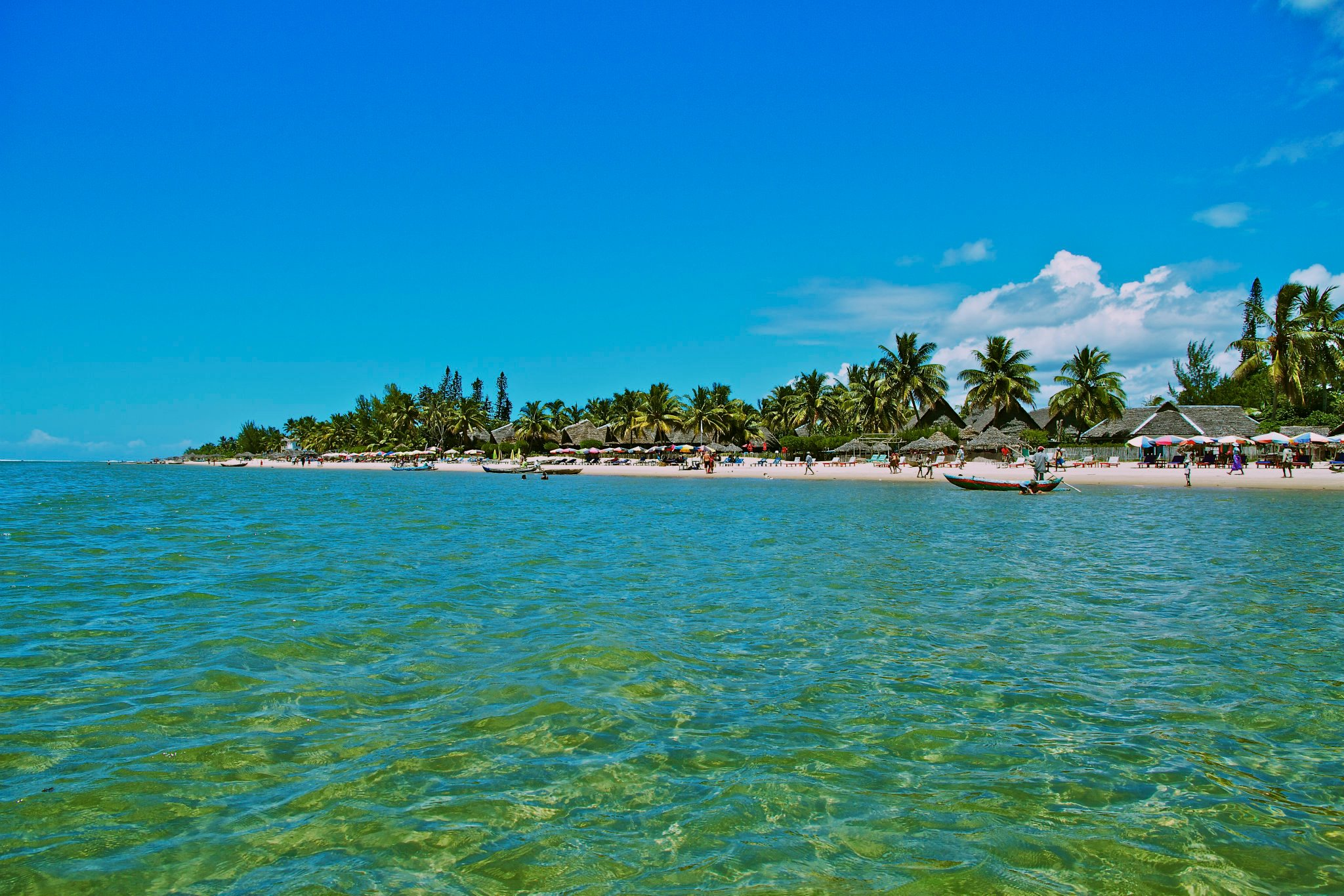
Ratsimilaho beherrschte die vereinigten Betsimisaraka von seiner Hauptstadt beim heutigen Foulpointe.

Um 1700 begannen die Tsikoa sich um einige mächtige Anführer zu vereinigen. Ramanano, der Chief von Vatomandry, wurde 1710 als Anführer der Tsikoa („Diejenigen, die standfest sind“) gewählt und führte Invasionen gegen die Häfen des Nordens. Mündliche Überlieferungen besagen, dass Ramanano eine bewaffnete Miliz in Vohimasina stationierte, die er zu militärischen Expeditionen in die benachbarten Dörfer entsandte, wo sie die Dörfer niederbrannten, Gräber schändeten und die Frauen und Kinder versklavten. Insgesamt galt er als grausamer und unbeliebter Anführer. Ratsimilaho (* ca. 1694; † ca. 1750), ein Betsimisaraka der Zana-Malata-Gruppierung aus dem Norden, führte eine Widerstandsbewegung gegen diese Invasionen an. Ratsimilaho war ein Kind der Tochter eines örtlichen filohany und des aus Britisch-Nordamerika stammenden Piraten Tom Tew. Er hatte kurze Zeit mit seinem Vater England und Indien besucht. Trotz seines jungen Alters vereinigte Ratsimilaho erfolgreich seine Gemeinschaft. Im Jahr 1712 eroberte er Fenerive und zwang die Tsikoa zur Flucht über schlammige, rote Tongruben, deren Farbe an ihren Füßen haften blieb und ihnen den Spitznamen Betanimena („Viele von der Roten Erde“) einbrachte. Ratsimilaho wurde zum König aller Betsimisaraka gewählt und erhielt den neuen Namen Ramaromanompo („Herr, der von vielen bedient wird“). Er lebte in seiner Residenz in Foulpointe. Seinen Landsleuten des Nordens gab er den Namen Betsimisaraka, um ihre Einheit im Angesicht des Feindes zu stärken. Dann handelte er einen Frieden mit den Betanimena aus, wobei er ihrem König die Kontrolle über den Hafen Tamatave anbot. Aber diese Vereinbarung zerbrach bereits nach sechs Monaten, woraufhin Ratsimilaho Tamatave zurückeroberte und den König der Betanimena zur Flucht nach Süden zwang. Er begründete Allianzen mit den südlichen Betsimisaraka und den benachbarten Bezanozano und vergrößerte seine Macht über diese Gebiete, indem er den lokalen Chiefs erlaubte, ihre Macht zu behalten, sofern sie einen Tribut aus Reis, Rindern und Sklaven entrichteten; um 1730 war er einer der mächtigsten Könige von Madagaskar. Zur Zeit seines Todes 1754 hatte seine moderate und stabilisierende Herrschaft bereits fast vierzig Jahre die Einheit der Clans in der Union der Betsimisaraka erhalten. Er schuf außerdem eine Verbündung mit dem zweiten großen Königtum dieser Zeit, den Sakalava an der Westküste, in dem er Matave, die einzige Tochter des Iboina-Königs Andrianbaba, heiratete.
Ratsimilahos Sohn Zanahary folgte ihm 1755. Er war ein despotischer Herrscher und führte mehrere Attacken gegen Dörfer in seinem eigenen Herrschaftsbereich und wurde von seinen eigenen Leuten 1767 ermordet. Auf Zanahary folgte dessen Sohn Iavy, der gehasst wurde, weil er die Vorgehensweise seines Vaters weiterführte, Dörfer, die unter seiner Herrschaft standen zu überfallen, und sich außerdem dadurch bereicherte, dass er mit französischen Sklavenhändlern zusammenarbeitete. In der Regierungszeit von Iavy gründete ein osteuropäischer Abenteurer namens Moritz Benjowski eine Siedlung im Gebiet der Betsimisaraka und ernannte sich selbst zum König von Madagaskar und überzeugte sogar mehrere lokale Chiefs, keinen Tribut mehr an Iboina zu zahlen. Das erregte den Zorn der Sakalava. Im Jahr 1776 marschierten Soldaten der Sakalava in das Gebiet ein, um die Betsimisaraka zu bestrafen und Benjowsky zu töten, was aber letztendlich scheiterte. Zakavolo, Iavys Sohn, folgte seinem Vater nach dessen Tod 1791. Europäische Berichte stellen Zakavolo in schlechtes Licht, weil sie berichten, dass er ständig Geschenke forderte und die Gesandten beleidigte, als die Europäer seinen Forderungen nicht nachkamen. Seine Untertanen setzten ihn 1803 mit Hilfe des damaligen Gouverneurs General Magallon ab, der zu dieser Zeit die französischen Kolonien auf der Insel verwaltete; Zakavolo wurde von seinen Untertanen letztendlich ermordet. In den Jahrzehnten nach Ratsimilahos Tod erlangten die Franzosen die Kontrolle über Ile Sainte Marie und gründeten Handelshäfen im Gebiet der Betsimisaraka. Um 1810 übte ein französischer Gesandter, Sylvain Roux, die Kontrolle über die Hafenstadt aus, auch wenn sie nominell von Zakavolos Onkel Tsihala regiert wurde. Ein Streit zwischen Tsihalas männlichen Verwandten über die Kontrolle der Stadt schwächte die politische Einheit der Betsimisaraka weiter und machte sie unfähig, sich gegen zunehmende ausländische Übergriffe zu wehren. Tsihala verlor seine Macht im folgenden Jahr an einen anderen zana-malata, Jean Rene, der eine enge Zusammenarbeit mit den Franzosen unterhielt.

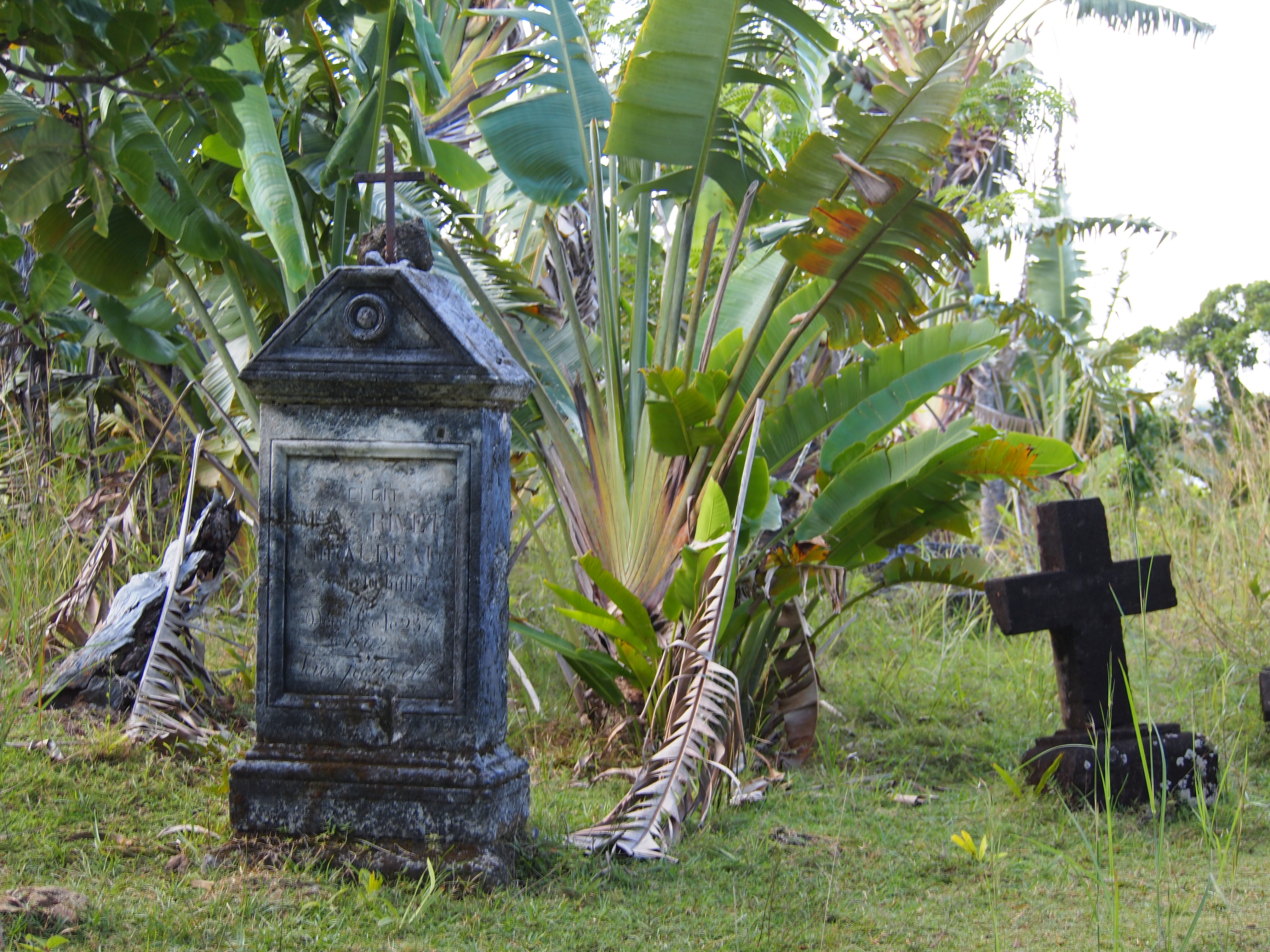
Ein Piraten-Friedhof bei Nosy Boraha. Die zana-malata-Gruppierung der Betsimisaraka führte ihre Herkunft auf Mischehen zwischen europäischen Piraten und Betsimisaraka-Frauen zurück.

Das Königreich der Imerina im Zentrum der Insel erlebte in dieser Zeit einen raschen Einigungsprozess und expandierte seit Ende des 18. Jahrhunderts. 1817 führte der Merina-König Radama I. eine Armee mit 25.000 Soldaten von Antananarivo nach Toamasina. Obwohl Jean Rene sich nicht ergab, wurde er mit seinen Europäern und zana-malata von Radama nicht vertrieben; im Gegenteil, Radama kooperierte mit ihnen und etablierte auf diese Weise auch diplomatische und wirtschaftliche Beziehungen mit den Franzosen, so, wie er es vorher schon mit den britischen Missionaren im Kernland der Merina gemacht hatte. Dadurch wurde das Gebiet effektiv kolonisiert, Merina-Garnisonen wurden in den Häfen und verteilt über das Betsimisaraka-Hinterland eingesetzt. Die Betsimisaraka hassten jedoch die Besatzung durch die Merina und strengten 1825 eine erfolglose Revolution an, nachdem sie auch keine Hilfe von den Franzosen erhielten, wie sie gehofft hatten. Als die Präsenz und Einflussnahme der Merina im ehemaligen Betsimisaraka-Königreich wuchs, zogen viele Bauern in Gebiete, die außerhalb der Kontrolle der Merina lagen oder suchten Beschäftigung bei europäischen Siedlern auf Plantagen, wo sie etwas mehr Schutz erwarten konnten. Jegliche Überreste der Herrscherlinie der Betsimisaraka wurden unter der Merinakönigin Ranavalona I. ausgelöscht, die viele Adlige verurteilte, sich dem tödlichen tangena-Gottesurteil zu unterziehen. Während ihrer Herrschaft waren kulturelle Praktiken, welche Bezug zu Europäern hatten, verboten, inklusive Christentum und Musikinstrumente; letztendlich wurden alle Europäer in ihrer Regierungszeit von der Insel vertrieben. Ihr Sohn, Radama II., lockerte diese Vorschriften und nach und nach kehrten Europäer ins Betsimisaraka-Gebiet zurück. Vor allem französische Unternehmer gründeten Plantagen für Exportgüter wie Vanille, Kaffee, Tee und Kokos. Die wachsende Zahl von Merina-Kolonisten seit dem Beginn des 19. Jahrhunderts und von Europäern seit den 1860ern führte zu einer wachsenden Nachfrage für die Nutzung der Häfen, die traditionell unter Kontrolle der Betsimisaraka standen, soweit, dass es der örtlichen Bevölkerung verboten war Handel zu treiben, um die Profite für die Merina und die Europäer zu maximieren. Diese schwere ökonomische Einschränkung, zusammen mit den schweren Forderungen der Merina nach fanampoana (unbezahlten Frondiensten anstatt Steuern), zerstörte den Wohlstand der Bevölkerung, die sich daraufhin weigerte, zusätzliche Pflanzungen anzulegen, die sowieso nur die ausländischen Händler reich machen würden. Andere flohen aus ihrem angestammten Leben und aus ihren Heimatdörfern in die Wälder, um der Herrschaft der Merina zu entgehen. Einige dieser Flüchtlinge bildeten Trupps von Banditen, die Merina-Händlergruppen entlang der Ostküste ausplünderten und gelegentlich auch Raubzüge weiter ins Innere des Merina-Territorium ausführten; diese Gruppen attackierten von Zeit zu Zeit Merina-Siedler, europäische Missionare, Regierungsposten und Kirchen.
Als die Franzosen 1896 Madagaskar als Kolonie gewannen (Colonie de Madagascar et dépendances), wandelte sich anfängliche Genugtuung der Betsimisaraka über den Fall der Merina in kurzer Zeit in Ärger über die französische Kontrolle. Noch im selben Jahr entstand ein Aufstand unter den Betsimisaraka, bei dem vor allem die Banditenbanden und Gesetzlose beteiligt waren, die schon seit Langem in den östlichen Regenwäldern nach ihren eigenen Regeln gelebt hatten. Die Bewegung erfasste aber auch die breite Bevölkerung und gipfelte in der Menalamba-Rebellion (1895) und weiteren Widerständen gegen die französische Herrschaft bis 1899. Diese wurden jedoch letztlich unterdrückt. Nachdem die französischen Kolonialbehörden die Kontrolle wiedererlangt hatten, unternahmen sie Maßnahmen um die Auswirkungen der Unterdrückung der Betsimisaraka durch die Merina zu lindern, unter anderem durch besseren Zugang zu Ausbildung, sowie durch bezahlte Arbeitsstellen auf Plantagen. Jedoch erfolgte dies oft auf Grundstücken, welche die Behörden den Betsimisaraka unter Zwang zuvor abgenommen hatten.
1947 begann in Moramanga der Madagaskar-Aufstand gegen die französische Kolonialherrschaft. Die Stadt liegt im Bezanozano-Territorium in Nachbarschaft zu Betsimisaraka. Im Aufstand kämpften die Betsimisaraka-Nationalisten gegen französische und senegalesische Soldaten und mühten sich erfolglos, Kontrolle über den Hafen bei Tamatave wiederzuerlangen, den wichtigsten Handelshafen des Landes. Die Betsimisaraka-Kämpfer und Zivilisten erlitten schwere Verluste und im Verlauf geschahen einige der übelsten Menschenrechtsverletzungen, unter anderem Exekutionen durch lebendigen Abwurf aus Flugzeugen.
Das Land erlangte 1960 seine Unabhängigkeit und wurde durch die Zeit der Repoblika Demokratika Malagasy (Zweite Republik; 1975–1992) durch Admiral Didier Ratsiraka geführt, einen Betsimisaraka. Er war demokratisch gewählt worden und führte das Land auch durch die Zeit der Repoblikan'i Madagasikaray (Dritte Republik; 1995–2001), bevor er gezwungen wurde die Macht abzugeben, nachdem er in der Präsidentschaftswahl 2001 gegen Marc Ravalomanana unterlegen war. Noch immer ist er eine einflussreiche und kontroverse politische Figur in Madagaskar. Auch sein Neffe, Roland Ratsiraka, der Bürgermeister von Toamasina und Präsidentschaftskandidat, ist ein wichtiger Politiker.

## Gesellschaft
Die Betsimisaraka leben größtenteils an der Ostküste zwischen Nosy Varika und Antalaha. Die historische Hauptstadt des Betsimisaraka-Königreichs lag bei Fenoarivo Atsinanana. Das Sozialleben folgt dem landwirtschaftlichen Jahr, mit der Vorbereitung der Felder ab Oktober, der Reisernte im Mai und den Wintermonaten von Juni bis September, die der Ahnenverehrung und anderen Hauptritualen und Bräuchen vorbehalten sind.
Es gibt klare Geschlechterrollen bei den Betsimisaraka. Wenn eine gemischte Gruppe zu Fuß unterwegs ist, ist es den Frauen verboten, vor den Männern zu gehen. Frauen haben traditionell die Funktion der Träger, wobei sie leichte Gegenstände auf dem Kopf tragen und schwere auf dem Rücken. Wenn eine Frau anwesend ist, gilt es als lächerlich für einen Mann überhaupt etwas zu tragen. Bei Mahlzeiten benutzen Männer denselben Löffel zum Essen, mit dem sie auch die Speisen aus den Gemeinschaftsschüsseln entnehmen, während die Frauen einen separaten Löffel zum Schöpfen verwenden müssen. Männern obliegt generell die Arbeit auf den Reisfeldern, Nahrungserwerb, Feuerholzbeschaffung und Bau von Familienheim und Möbeln; und sie sind für Diskussion und Debatten öffentlicher Angelegenheiten zuständig. Frauen sind für den Anbau von Gemüse, Unkrautjäten auf den Reisfeldern und Ernte und Bearbeitung des Reis, sowie für Wasserholen, Entzündung des Herdfeuers und die Zubereitung der Mahlzeiten und Weben zuständig.

### Religion
Die religiösen Zeremonien werden traditionell von einem tangalamena durchgeführt. Weitverbreitet bei den Betsimisaraka ist der Glaube an verschiedene übernatürliche Wesen, wie Geister (angatra), Meerjungfrauen (zazavavy an-drano) und die koboldartigen kalamoro. Christianisierungsbestrebungen begannen in den frühen 1800er Jahren, blieben aber zunächst größtenteils erfolglos. Während der Kolonialzeit wuchs langsam der Einfluss des Christentums unter der Bevölkerung, aber oft entstanden synkretistische Praktiken, gemischt mit traditioneller Ahnenverehrung. Eine Vorstellung, die wohl dem Christentum entstammt, ist, dass Sonne oder Mond der Ort des ursprünglichen Garten Eden war.

## Gebräuche
Obwohl es Unterschiede zwischen den nördlichen und südlichen Betsimisaraka gibt, gibt es viele verbindende Gebräuche. Dazu gehören sambatra (Beschneidung), folanaka (Geburt eines zehnten Kindes), rituelle Opfer von Zebus für die Ahnen, sowie Feierlichkeiten zur Einweihung eines neugebauten Hauses. Heirat, Tod, Geburt, Neujahr und Unabhängigkeitstag werden ebenfalls in den Gemeinden gefeiert. tromba (rituelle Besessenheit) ist weitverbreitet und sowohl Männer als auch Frauen dienen bei diesen Zeremonien sowohl als Zuschauer als auch als Medien.
Die einheimische Raffia-Palme war die Hauptfaser für die traditionelle Kleidung. Die Blätter wurden zu einzelnen Fasern gekämmt und dann einzeln aneinandergeknotet und verwoben. In den verschiedenen Völkerschaften, die sich zur Betsimisaraka-Konföderation zusammenschlossen, gab es Trachten, bei denen die Frauen einen kurzen „Wrapper“ (simbo), mit einem Bandeau-Oberteil (akanjo) kombinierten, während die Männer Kittel (smocks) trugen. Bis heute wird Raffiakleidung von einigen Betsimisaraka getragen.

### Mythologie
Die Betsimisaraka halten Lemuren in Ehren und erzählen verschiedene Legenden, in welchen Lemuren bekannten Betsimisaraka-Figuren zu Hilfe kommen. Ein Lemur zum Beispiel rettete das Leben eines Ahnen vor einer großen Gefahr. In einem anderen Märchen suchte eine Gruppe von Betsimisaraka Schutz in einem Wald vor einer plündernden Gruppe von Feinden. Die Feinde folgten ihnen in den Wald und folgten den Flüchtigen nach dem, was sie für ihre Stimmen hielten. Als sie die Quelle der Laute erreichten, trafen sie auf eine Gruppe gespenstisch aussehender Lemuren und flohen aus Angst, dass die Betsimisaraka vielleicht durch Magie in Tiere verwandelt worden seien. Die Geister der Ahnen leben nach der Vorstellung in den Lemuren. Daher ist es generell verboten, Lemuren zu töten oder gar zu verspeisen. Gefangene Lemuren müssen befreit werden und tote Lemuren müssen mit denselben Bestattungsriten wie eine Person begraben werden.
Auch Krokodile werden mit Achtung und Furcht verehrt. An Sandbänken, wo sich Krokodile häufig aufhalten, werden oft auf täglicher Basis Zebu-Schenkel, ganze Gänse und andere Opfer niedergelegt. Amulette zum Schutz gegen Krokodile werden häufig getragen oder ins Wasser geworfen, wo sich die Tiere versammeln. Hexen und Zauberer werden mit Krokodilen in Verbindung gebracht, und es gibt den Glauben, dass sie die Tiere beauftragen können, andere zu töten und zwischen den Tieren herumzulaufen, ohne attackiert zu werden. Die Betsimisaraka glauben, Hexen und Zauberer stimmten Krokodile gewogen, indem sie ihnen nachts Reis fütterten. Es gab schon Anschuldigungen, dass sie nachts Krokodile durch Dörfer geführt hätten oder sogar mit Krokodilen verheiratet wären.

### Fady
Fady, die madegassischen Tabus, sind allgegenwärtig. Es gibt die Vorstellung, dass es fady für einen Mann ist, seiner Schwester die Hand zu schütteln, oder für junge Männer, Schuhe zu tragen, solange der Vater lebt. Auch der Aal wird heilig gehalten. Es ist verboten, Aale zu berühren, zu angeln oder gar zu essen. Es gibt zwar viele Malagasy-Gemeinschaften, die fady gegen den Verzehr von Schweinefleisch haben, dies ist aber nicht bei den Betsimisaraka verbreitet, die oft Schweine in ihren Dörfern halten.
Komplexe Tabus und Riten sind mit der ersten Geburt einer Frau verbunden. Ungefähr zum Geburtstermin wird sie in ein abgeschiedenes Gebärhaus gebracht, das komby. Die Blätter, von denen sie isst und die Abfälle, die das Neugeborene produziert, werden in einem speziellen Behältnis sieben Tage lang aufbewahrt, bevor sie verbrannt werden. Die Asche, die dabei entsteht, wird auf die Wangen und die Stirn der Mutter und des Babys geschmiert und muss weitere sieben Tage getragen werden. Am fünfzehnten Tag werden beide in Wasser gewaschen, welches mit Limonen- oder Zitronenblättern versetzt wurde. Dieses Ritual wird ranom-boahangy (Bad der Blätter) genannt. Die Gemeinschaft versammelt sich, um Rum zu trinken und mit Ringkämpfen zu feiern, während die Mutter im komby bleiben muss. Sie darf nichts außer saonjo-Gemüse und ein Hühnchen zu sich nehmen, das speziell für sie zubereitet wurde. Nach diesem Ritual darf sie das komby verlassen und kann wieder ihrem gewohnten Leben nachgehen.
Es gibt ein fady, das verbietet, den Namen eines Häuptlings nach seinem Tod auszusprechen oder jedwedes Wort, welches Teil des Namens gewesen ist. Der Verstorbene erhielt einen neuen Namen nach dem Tod und alle Menschen mussten mit spezifischen Synonymen in der Alltagssprache die Worte ersetzen, die in seinem Namen benutzt worden waren. Jeder, der die verbotenen Worte benutzte, wurde schwer bestraft und in einigen Fällen sogar hingerichtet.

### Begräbnisriten
Einige Betsimisaraka, speziell diejenigen aus Maroantsetra, praktizieren die Zeremonie des Famadihana (Umbettung der Toten), ähnlich, aber nicht so aufwändig wie dieser Brauch im Hochland praktiziert wird. Die Toten werden nur im südlichen Gebiet der Betsimisaraka in Särgen bestattet; im Norden, werden sie in Hütten bestattet. Während der Trauer lassen Frauen ihr Haar offen und legen gewöhnlich auch das akanjo ab, während die Männer ihre Hüte ablegen; die Trauerzeit währt gewöhnlich zwei bis vier Monate, je nachdem, wie nah die Person mit dem Verstorbenen verwandt war.

### Tanz und Musik
Die zeremonielle Tanzmusik wird meist mit den tromba-Zeremonine in Verbindung gebracht. Der Musikstil heißt basesa und wird mit Akkordeon begleitet. Die traditionellen Basesa werden noch mit kaiamba-Shakern für den Rhythmus begleitet; die Gesänge werden im lokalen Dialekt vorgetragen. Der begleitende Tanz wird mit eingestemmten Armen und schweren Fußbewegungen getanzt. Moderne basesa wird mit Schlagzeug und Elektrischer Gitarre sowie Bass mit Keyboard oder Akkordeobegleitung vorgetragen und die Tanzschritte wurden durch sega und kwassa kwassa-Musik von Réunion beeinflusst. Basesa wird auch von den Antandroy getanzt, aber bei den Betsimisaraka wird der Tanz langsamer ausgeführt. Ein anderer Hauptmusikstil der Region ist valse, die Malagasy-Interpretation von traditionellen europäischen Seefahrer-Walzern, die auf dem Akkordeon gespielt werden. Diese Musik wird jedoch nie während der Tromba-Zeremonien gespielt.

## Sprache
Das Volk der Betsimisaraka spricht mehrere Dialekte der Malagasy-Sprache, die mit den Barito-Sprachen des südlichen Borneo verwandt sind.

## Wirtschaft
Die Wirtschaft ist bis heute hauptsächlich vom Ackerbau geprägt, wobei häufig Vanille und Reis angepflanzt werden. Maniok, Süßkartoffeln, Bohnen, Taro, Erdnüsse und zahlreiche Gemüse werden ebenfalls angebaut. Daneben werden Zuckerrohr, Kaffee, Bananen, Ananas, Avokados, Brotfruchtbaum, Mangos, Orangen und Lychees kultiviert. Rinder werden nicht oft gehalten; verbreiteter werden Fisch, Flusskrabben, Garnelen, Igel und Insekten zur Ergänzung der Ernährung verwendet. Selbstgebrautes Zuckerrohrbier, „betsa“, und Rum, „toaka“, sind weit verbreitet. Außerdem werden Gewürze für Nahrungsmittel und für Parfums hergestellt. Eine bekannte Parfum-Destillerie befindet sich in Fenoarivo Atsinanana. Gold, Granat und andere Edelsteine werden ebenfalls im Bergbau gewonnen.